# Janowice (Lutol)
Janowice – przysiółek wsi Lutol w Polsce, położony w województwie lubuskim, w powiecie żarskim, w gminie Lubsko. 
W latach 1975–1998 przysiółek administracyjnie należał do województwa zielonogórskiego.